# Deutsch-türkisches Autorentreffen 1980
Das Deutsch-türkische Autorentreffen 1980 gilt als frühe beachtete interkulturelle Veranstaltung, die der türkischen Minderheit in Deutschland gegenüber der deutschen Mehrheitsgesellschaft eine Stimme verschaffen wollte. Das Treffen wurde durch das Literarische Colloquium Berlin in West-Berlin durchgeführt. Es geriet zu einer Enttäuschung für alle Beteiligten.

## Vorbereitung
Angeregt wurde das Treffen 1979 durch den Schriftsteller Michael Krüger während einer Veranstaltung des Goethe-Instituts in Istanbul. Der damalige Institutsleiter Eckart Plinke nahm die Idee auf und konnte das Projekt trotz der das Vorhaben erschwerenden politischen Lage in der Türkei beim türkischen Staat durchsetzen. Daneben behinderte auch ein schwerer Unfall Walter Höllerers, zu dem Zeitpunkt Leiter des Literarischen Colloquiums, in der Schweiz die Vorbereitung des Projekts in Deutschland stark.

## Einladungen
Einladungen für die Dezember 1980 in Berlin angesetzte viertägige Veranstaltung ergingen pauschal „an alle“ deutschen und türkischen Schriftsteller.

## Verlauf
Trotz der weitreichenden Einladung erschien auf deutscher Seite zu dem Treffen am ersten Tag nur der Schriftsteller Richard Anders, an weiteren Tagen noch Peter Hamm und Joachim Uhlmann. Die Vorstellung der deutschen Autoren durch den Goethe-Institutsleiter geriet somit zur Peinlichkeit, zumal aus der Türkei mehr als ein Dutzend namhafter Autoren nach Berlin gereist waren, unter ihnen Aziz Nesin, İlhan Berk, Demir Özlü, Tezer Kiral, Çetin Altan, Ferit Edgü, Zehra İpşiroğlu und Tomris Uyar. Weitere türkische Schriftsteller waren aus Deutschland gekommen, wo sie zu diesem Zeitpunkt lebten bzw. sich im Exil befanden, etwa Fakir Baykurt, Aysel Özakin, Yağmur Atsız, Güney Dal, Vasif Öngören und Ahmet Doğan. Daneben zeichnete noch eine Anzahl Turkulogen und literarischer Übersetzer als Teilnehmer, beispielsweise Gisela Kraft, Petra Kappert oder Ingrid Mönch.
Zuständige Hauptstadtvertreter aus der Politik ebenso wie die zahlreichen Berliner Autoren statteten der Veranstaltung nicht einmal einen kurzen Besuch ab. Darüber hinaus konnte ein angeforderter Simultandolmetscher von der Stadt Berlin „nicht bezahlt“ werden, so dass die des Deutschen mächtige türkische Autorin Tezer Kiral vier Tage lang die pausenlos notwendigen Übersetzungen „bis zur psychischen und physischen Erschöpfung“ (Die Zeit) übernehmen musste.
Karin Kersten schreibt 1980 in der Zeit, die erschienenen türkischen Autoren „wären Unzumutbarkeiten ausgesetzt (gewesen) – wie alle Türken in diesem Land“:
Daß diese wichtige Veranstaltung unter allseitigen tapferen Danksagungen überhaupt zu Ende gebracht werden konnte und nicht bereits am ersten Tag in einem Skandal platzte, ist ein kleines Wunder, das wohl der verzweifelten Gutwilligkeit aller Beteiligten, vor allem aber der geradezu beschämenden Großzügigkeit der türkischen Gäste zu verdanken war, die ihre bitteren Gefühle bis zum Schluß zurückhielten und sich in bewundernswürdiger Manier dem konstruktiven Aspekt ihres Berlin-Aufenthalts widmeten.
So sparte auch Aziz Nesin sich Enthüllungen einer Anzahl weiterer sehr unangenehmer Details im Zusammenhang mit dem Besuch bis zum Schlusswort der Gäste am vierten Tag der Veranstaltung auf: „bis auf die Unterhose“ habe er sich bereits in der Türkei von Deutschen untersuchen lassen müssen, um überhaupt einreisen zu dürfen. Zudem hätten sämtliche extra angereisten Schriftsteller bis zuletzt um ihre Aufenthaltsgenehmigung bangen müssen. „Übersetzt uns nicht, ich möchte das nicht!“, fasste er seinen Erkenntnisgewinn am Ende des Treffens pointiert zusammen.

## Reaktionen
Die deutsche Presse kritisierte den Ablauf des Treffens heftig,
so Karin Kersten in Die Zeit und Petra Kappert in der FAZ
Trotz einiger „Verbitterung auf türkischer Seite“ sah der zu diesem Zeitpunkt schon länger in Deutschland lebende türkische Autor Fakir Baykurt in dem Treffen „einen ersten Schritt zur Annäherung der beiden Kulturen“. Dorothea Fohrbeck vom Zentrum für Kulturforschung in Bonn sah den Verlauf des Treffens 1983 als symptomatisch für das Desinteresse in der deutschen Gesellschaft an türkischer Literatur, aber auch an in Deutschland lebenden türkischen Intellektuellen.